# Йегон, Гилберт
Гилберт Йегон — кенийский легкоатлет, специализируется в марафоне.
На различных шоссейных пробегах стал принимать участие с 2008 года. Самая крупная победа пришла в 2009 году, когда он выиграл престижный Амстердамский марафон с рекордом трассы 2:06.18. В 2010 году занял восьмое место на Берлинском марафоне с результатом 2:10.34.
В 2013 году выступил на двух марафонах. 14 апреля принял участие на Венском марафоне — 2:10.40 (4-е место), 20 октября занял 6-е место на Амстердамском марафоне — 2:09.49.

## Сезон 2014 года
27 апреля стал победителем Дюссельдорфского марафона с результатом 2:08.07.
26 октября занял 3-е место на Франкфуртском марафоне — 2:07.08.

## Личный рекорд
- 1500 метров — 3.52,5
- Полумарафон — 1:01.26
- Марафон — 2:06.18